# 시공이방인 쿄코
시공이방인 쿄코(일본어: 時空異邦人KYOKO, 타임스트레인저 쿄코일본어: タイムストレンジャーキョーコ)는 다네무라 아리나가 집필한 소녀만화이다.

## 개요
월간소녀만화잡지 리본에서 2000년 9월호부터 2001년 9월호까지 연재. 전13화. 단행본은 전3권.
신의 괴도 잔느의 연재종료후 불과 2개월에 개시한 이 연재는 다네무라 아리나 자신이 중학교시절부터 품어 왔던 작품으로 그 시기에는 이미 캐릭터 등도 완성되어 있었던 것 같다. 단지 이 연재시기는 전작의 피로때문인지 정신불안정이었다(넷사건이라고 말해지는 트러블도 그 시기였었던 것 같다)이라고 말해진다.
다양한 요인에서 저자가 납득하는 작품을 만들 수가 없었고, 그 연재를 중지로 하는 것을 작가본인이 결정했다. 이 때문에 후반에 등장하는 인물의 소개, 능력이나 성격의 묘사가 거의 삭제되어 있다.

## 줄거리
때는 30세기. 지구국 제1왕녀・스오미 쿄코(일본어: 朱臣響古)는 16년간 잠든 채 쌍둥이 여동생・우이(일본어: 憂)를 눈뜨게하기 위해, 보디가드인 진 사카타키(일본어: 神逆滝)・진 하즈키(일본어: 神氷月)와 함께 12명의 이방인(스트레인저)를 찾게 되었다.
쿄코 자신은 시간을 다루는 시공이방인, 사카타키는 수정이방인인 것이 발각. 나머지 10명 중 9명은 각각의 종족의 족장이었다. 그리고 남은 1명은…….
그리고 깨어남의 의식이 시작되는 때, 쿄코의 의외의 정체가 분명해진다.

## 등장인물
성우는 리본 2001년 11월호의 응모자전원 서비스기획으로 릴리스된 오리지널아니메비디오 시공이방인 쿄코 초콜라에게 맡겨줘(일본어: 『時空異邦人KYOKO ちょこらにおまかせ!』)의 것.

### 이방인(스트레인저)
스오미 쿄코(일본어: 朱臣響古（すおみ きょうこ）)/시공이방인(일본어: 時空異邦人（タイムストレンジャー）)
소리 - 미즈노 리사
6월 10일출생의 A형. 제1화의 시점에서 16세.
쿄코(일본어: キョーコ)라고 부르고 있다. 밝게 활발한 성격의 소녀. 사실은 왕족이 아니고, 인간도 아니다. 자신도 아는 것이 된 것은 우이를 눈을 뜨게 한 다음이었지만, 시간의 신 크로노스(일본어: クロノス)의 딸이며, 시간의 신의 아이는 태어나서 16세가 될 때까지는 인간의 신체를 빌리지 않으면 안되기 때문에(후술), 우이의 육체를 빌리고 있었다.
우이에게 신체를 돌려주고 신체가 없어지게 된 후는 지구왕이외의 국민에게서 그녀에 관한 기억은 우이와의 것으로 고쳐 써졌지만, 이방인의 힘에 의해 되찾아졌다. 그 후 쿄코의 강한 소망으로 다시 지상으로 되돌아오며, 우이의 육체 대신에 지구왕의 아내・키유(일본어: 季結（きゆ）)의 육체를 받다.
이방인으로서의 능력은 시간을 다루는 것.
후작(後作)인 신사동맹†(일본어: 紳士同盟†)에서 나오는 그림책 잊을 수 없는 마녀의 노래(일본어: 忘れられない魔女の歌)에 시간의 희군(時の姫君)으로서 등장하다.
진 사카타키(일본어: 神逆滝（じん さかたき）)/수정이방인(일본어: 水晶異邦人（クリスタルストレンジャー）)
소리 - 하야시 이오리
7월 21일출생의 A형. 17세.
용족의 생존자(족장의 적남. 후계자)이고, 쿄코의 보디가드. 학교에서는 호위를 위해 학년을 속여 쿄코와 같은 반에 있었다. 쿄코에 뒤이어서 이방인인 것이 판명했다.
정의감이 강하게 성실한 성격이다. 쿄코와 하즈키의 공격역할. 초콜릿에 취한다.
쿄코의 기억이 우이로 고쳐 지고 모두의 기억속에서 쿄코가 사라지는 중, 그녀를 맨 처음에 생각해 낸다.
이방인으로서의 능력은 수정을 다루는 것.
덧붙여, 다네무라 아리나의 연재작품의 주인공의 상대역(일본어: 相手役（ヒーロー）) 중에도 주인공으로의 생각은 조심스러운 분이고, 다른 캐릭터처럼 억지로 주인공에게 키스하는 일은 없었다.
진 하즈키(일본어: 神氷月（じん ひづき）)/마빙이방인(일본어: 魔氷異邦人（アイスストレンジャー）)
소리 - 우에키 마코토
9월 8일출생의 O형. 22세.
쿄코의 보디가드. 학교에서는 호위를 위해 학교이사에게 비밀로 쿄코의 반 담임을 하고 있다. 이방인이라는 것은 12명중에서 최후에 판명했다.
사카타키의 의리의 형. 용족의 생존자라고 생각되었지만, 실은 마족이며, 용족의 마을을 멸망시킨 주범이었다. 표표하고 있는 부분과, 잔혹한 부분을 마침 가지고 있었던 성격. 쿄코를 좋아하고, 자주 자고 있는 잠들고 있는 쿄코에게 키스를 되풀이하고 있었다.
최종화에서 사카타키를 처음, 다른 이방인들이 쿄코에 관한 기억을 차례차례로 되찾는 중,최후에 기억을 되찾은 것이 분했던 것 같게, 사카타키에게 덤벼들며, 미즈노에게 음협한 소스눈(陰険なタレ目)라고 불러 버리다.
이방인으로서의 능력은 얼음을 다루는 것.
모모토 카렌(일본어: 桃人華蓮（ももと かれん）)/도화이방인(일본어: 桃華異邦人（フラワーストレンジャー）)
3월 12일출생의 A형.
화족의 족장이며, 학교에 다니고 있던 때부터의 쿄코의 친구. 남성공포증으로 남성에게 닿으면 눈물이 나오지만, 뒤에 미즈노와 사귀기로. 울화통의 우울(일본어: かんしゃく玉のゆううつ)의 토모카와 성격이 입고 있는 것 같다.
이방인으로서의 능력은 꽃을 다루는 것.
오니시 사라이(일본어: 黄西砂来（おにし さらい）)/뇌명이방인(일본어: 雷鳴異邦人（サンダーストレンジャー）)
4월 17일출생의 O형.
뱀족의 족장. 위드시크의 남동생. 위드시크가 마을을 나왔기 때문에, 족장이 되었다. 미즈노를 좋아함.
이방인으로서의 능력은 천둥을 다루는 것.
위드시크가 데리고 있는 사육뱀･스네챠마(スネちゃま)와 원거리연애속의 뱀･아나코(アナコ)를 기르고 있다.
소우바 미즈노(일본어: 蒼波水乃（そうば みずの）)/유수이방인(일본어: 流水異邦人（アクアストレンジャー）)
2월 1일출생의 B형.
어족의 족장. 소위 인어(단, 이방인각성후는 보통의 인간과 같은 모습). 오빠인 긴가(銀牙)를 아주 좋아함. 긴가가 위드시크의 처음을 떨어질 생각이 없었기 때문에, 족장을 하고 있다. 1인칭은 わらわ이고, 말끝에 じゃ가 붙는다(작자가라사대, 히로시마 방언의 생각이었던 것 같다). 후에 시라이와 맺어진다.
이방인으로서의 능력은 물을 다루는 것.
사미도리 요우쟈(일본어: 茶碧葉樹（さみどり ようじゅ）)/목엽이방인(일본어: 木葉異邦人（リーフストレンジャー）)
수족의 족장. 약삭빠른 성격. 평온복흑계(腹黒系)？
성은 연재종료후에 발행된 작자의 조수의 동인지에 기고된, 작자본인의 코멘트에서 판명.
치료쿠 후우마(일본어: 茅緑風麻（ちりょく ふうま）)/질풍이방인(일본어: 疾風異邦人（ウインドストレンジャー）)
무슨족의 족장인지는 불명. 이방인 중에서는 가장 작다(140cm). 食欲旺盛でやんちゃ。요쟈를 좋아함.
성은 연재종료후에 발행된 작자의 조수의 동인지에 기고된, 작자본인의 코멘트에서 판명.
키라시 토바(일본어: 煌紫鳥羽（きらし とば）)/비조이방인(일본어: 飛鳥異邦人（バードストレンジャー）)
무슨족의 족장인지는 불명. 언제나 새를 데리고 있다. 상대방을 두둥실 다정하게 감싸는 어른스러운 성격. 쿄코와 우이의 탄생제전에서 본 카렌에게 한눈에 반하며, 후에 카렌과 사귀기로.
성은 연재종료후에 발행된 작자의 조수의 동인지에 기고된, 작자본인의 코멘트에서 판명.
호무라 린(일본어: 焔燐（ほむら りん）)/화염이방인(일본어: 火炎異邦人（ファイアーストレンジャー）)
도깨비족의 족장. 저피부이고 여장부. 금을 좋아함. 몇 개인지 간사이 방언. 마을에 그이가 있다. 이방인의 코스튬에는 모자 아래가 되고 있어서 보이지 않지만, 2책의 짤막함의 모서리가 있다.
성은 연재종류후에 발행된 작자의 조수의 동인지에 기고된, 작자본인의 코멘트에서 판명.
시라키 세츠나(일본어: 白季刹那（しらき せつな）)/백설이방인(일본어: 白雪異邦人（スノウストレンジャー）)
무슨족의 족장인지는 불명이지만, 설녀의 마을에 있었던 것 같다. 말수가 적고 무표정. 설녀의 마을은 키리나 이외는 여자밖에 없는 것 같게, 마을에서 시달리고 있었기 때문에 교제를 하기 싫어한다. 말수가 적고 무뚝뚝하지만 뿌리는 상냥하다. 야미과 좋은 느낌.
성은 연재종료휴에 발행된 작자의 조수의 동인지에 기고된, 작자본인의 코멘트에서 판명.
리코쿠 야미(일본어: 麗黒夜深（りこく やみ）)/어둠이방인(일본어: 暗闇異邦人（ダークストレンジャー）)
고양이족의 족장. 고양이족은 마술을 쓸 수 있으며, 야미도 마녀이다. 항상 경어를 말한다. 감정표현이 서투르고 약간 수줍음을 잘 타는 사람. 마검 리=나이트(リ＝ナイト)를 만들며, 하즈키에게 건넸다. 세츠나와 좋은 느낌. 위드시크의 지인.
성은 연재종료후에 발행된 작자의 조수의 동인지에 기고된, 작자본인의 코멘트에서 판명.
후작인 신사동맹†에 나오는 그림책 잊을 수 없는 마녀의 노래(일본어: 忘れられない魔女の歌)에도 마녀로서 등장하다(원래, 야미가 쿄코들의 친구가 되는 이야기).

### 지구국
스오미 우이(일본어: 朱臣憂（すおみ うい）)
6월 10일출생의 A형
쿄코의 의리의 쌍둥이여동생. 쿄코와는 다르다, 진짜왕족. 먹는 것을 좋아함. 16년간 쿄코에게 신체를 빌리고 있었기 때문에, 약간 감정이 미발달이고, 파천황의 행동을 한다. 또, 약간 아이같은 일면도 두드러지고 있다.
신체를 쿄코에게 빌리고 있던 사이 몇 번이나 키스를 당한 기억이 있었기 때문에 하즈키에게 연정을 품으며, 언제나 앞지르고 있다.
지구왕(일본어: 地球王（ちきゅうおう）)
4월 28일출생의 O형. 본명불명.
초코라에게서는 킹(キング)이라고 불린다.
쿄코와 우이의 부친. 알비노. 최신예수슬로 나이를 먹지 않는 몸으로 하고 있다. 돌아가신 아내・키유(季結)를 지금도 사랑하고 있다.
태어났던 바로 직후의 우이의 신체를 크로노스의 딸(쿄코)에게 빌려주는 대신에, 우이를 낳고 돌아가신 키유의 유체의 시간을 멈춰달라고 했다. 그 유체는 후에 쿄코의 정신체를 품기로.
친딸이 아닌 쿄코에게, 함께 지내는 중 애정을 품을 수 있게 되었다.
초코라(일본어: ちょこら)(정식명칭/초코리나M120）
소리 - 시시도 루미
지구왕의 마음에 드는 고양이형 안드로이드. 초콜릿을 아주 좋아함(1일 5개가 원동력). 불량품으로써 처리된 곳을 지구왕에게 주워지며, 그를 사랑하고 있다. 두근두근 비밀친구의 이요와 마부다치(まぶダチ). 말끝에 に가 붙는다. 지구왕의 돌아가신 아내를 닮다…라는 것 같다.
츠에총(일본어: 杖ちょん)(정식명칭/타임 스코피온 케인(タイム・スコーピオン・ケイン))
시간을 다루기 위한 지팡이. 쿄코의 파트너적 존재. 입이 거칠다. 그 정체는, 쿄코의 아버지・시간의 신 크로노스.

### 코바미진(木端微塵)☆
위드시크(일본어: ウィドシーク)
소리 - 쿠스노키 타이텐
도적단 코바미진☆의 리더. 사라이의 형. 위드시크는 가명이고, 본명은 아키라(일본어: 暁良（あきら）). 사실은 뱀족의 족장을 하지 않으면 안되는 것이지만, 일종이 뱀의 저주에 걸려버리며, 남동생인 사라이에게 감염하기 전에 저주를 풀기 위해 마을을 나와 도적이 되었다. 코쿄에게 진심으로 반하고 있다. 밝은 경박한 사람이고 부하에게서는 존경받고 있지만, 그 신체는 이미 저주에 좀먹히고 있으며 남은 목숨은 적다. 쿄코가 과거로 돌아가며 저주를 받지 않게 역사를 고쳐 쓸 수 있을까하고 묻지만 이 저주로 얻은 것도 많다(この呪いで得たものも多い)라고 거절했다.
스네챠마라는 사육뱀이 있다.
소우바 긴가(일본어: 蒼波銀牙（そうば ぎんが）)
소리 - 츠루오카 사토시
도적단 코바미진☆의 참모. 미즈노의 형. 의사. 사실은 어족의 족장을 하지 않으면 안되는 것이지만, 뱀의 저주에 걸린 위드시크를 멀리해놓을 수 없고, 위드시크가 거절한 것을 묻지 않고 위드시크에게 동행해서 마을을 나왔다. 평소에는 냉랭하지만 위드시크에게 무언가 있으면 마음의 평정을 잃는다.

### 시간의 신
크로노스(クロノス)
시간을 다룰 수가 있는 시간의 신. 쿄코의 친아버지. 시간의 신의 아이는 태어나서 16세가 될 때까지는 인간의 신체를 빌려서 정신을 시키지 않으면 안되기 때문에, 우이의 아버지・지구왕에게, 쿄코와 같은 날에 태어난 유일한 인간인 우이의 신체를 빌려줄 수 있게 부탁했다. 쿄코에게 시간의 신으로서의 힘을 눈을 뜨게 하기 위해, 시공석(時空石, 츠에총(杖ちょん))으로 모습을 바꾸고 있었다.

## 여담
- 카렌의 부적, 세인트 라바즈(일본어: セント・ラヴァーズ)는 신의 괴도 잔느의 번외편, 즉석!?액세스 전설★(일본어: 即席!?アクセス伝説★)에서 나오는 것과 비슷한 이름이거나, 어둠이방인인 야미의 미공개에피소드의 1개가 잊을 수 없는 마녀의 노래(일본어: 忘れられない魔女の歌)라고 하는 그림책으로써, 신사동맹†(紳士同盟†)에 나오고 있거나한 것과, 타작품과의 콜라보레이션도 볼 수 있다. 이것들은 스타 시스템적인 것이라고 예측된다.
- 코믹스3권의 표지일러스트(포스터)는 작자가 이 작품의 원형을 낳은 무렵에 그린 일러스트의 리메이크인 것이 3권의 주(株)에서 밝혀지고 있다.
- 스트레인저의 옷에는 원형의 액세서리(고리)가 붙어 있다(대개는 파스너가 되고 있다)라고 하는 공통점이 있다. 초코라에게도 있지만 이것은 무관계.
- 같은 리본 연재작품 두근두근 비밀친구와 콜라보레이션한 합작단편이 그려졌다. 초코라가 애니골(アニ横)의 세계로 빠져서, 이요와 마부다치(まぶダチ)가 된 것도 이 때이다. 초코라는 이요에게서 손발이 묘응(みょ〜ん)하고 느는 특기를 전수되었다.
- 다네무라족의 명칭으로써 키리토(キリト)라고 하는 조어가 사용되고 있지만, 이것은 신의 괴도 잔느의 제1기 엔딩테마 하루카…를 부른 밴드, PIERROT의 보컬이름과 동일하다.
- 일본의 소년만화의 인기가 높은 독일에서, 다네무라 아리나작품의 인기가 높게, 본작의 단행본은 독일에서 2003년만화판매에서 7위, 이온(イ・オ・ン)도 나란히 8위에 랭킹했다독일에서 일본만화시장의 실태 PDF파일[깨진 링크(과거 내용 찾기)].